# Rimont
Rimont és un municipi francès al departament de l'Arieja (regió d'Occitània).